# Lespedeza stuevei
Lespedeza stuevei är en ärtväxtart som beskrevs av Thomas Nuttall. Lespedeza stuevei ingår i släktet Lespedeza och familjen ärtväxter. Inga underarter finns listade i Catalogue of Life.